# Cetratus annulatus
Cetratus annulatus är en spindelart som beskrevs av Kulczynski 1911. Cetratus annulatus ingår i släktet Cetratus och familjen krabbspindlar. Inga underarter finns listade i Catalogue of Life.